# كيك-آس 2
كيك-آس 2 (بالإنجليزية: Kick-Ass 2)‏ هو فيلم بطل خارق وحركة وكوميديا أمريكي-بريطاني مقبس عن القصة المصورة التي تحمل نفس الاسم وأيضاً Hit-Girl، كلاهما من تأليف مارك ميلار وجون روميتا الابن، وهو تتمة لفيلم كيك-آس (2010). الفيلم من إخراج وتأليف جيف وادلو وشارك في إنتاجه ماثيو فون، الذي أخرج الجزء الأول. كيك-آس 2 من بطولة آرون جونسن وكريستوفر مينتز بلاز وكلوي موريتز وجيم كاري.
بعد أحداث الفيلم الأول، يلهم البطل كيك-آس الناس على أن يصبحوا أن يلبسوا هم الأقنعة ويحاربوا الجريمة. من ضمنهم شخص يدعى العقيد ستارز آند ستريبز، الذي يؤسس فريق ويطلب من كيك-آس الانضمام لهم. في هذه الأثناء تختار هت جيلر «التقاعد» وتحاول عيش حياة طبيعية، لكن ذلك يتغير عندما يعود ريد ميست من جديد ويخطط لبناء جيش من المجرمين للانتقام من كيك-آس لموت والده.

## الممثلون
- آرون جونسن بدور ديف / كيك-آس
- كريستوفر مينتز-بلاز بدور كريس داميكو / ريد ميست / The Mother Fucker
- كلوي موريتز بدور ميندي مكريدي / هت جيلر
- جيم كاري بدور العقيد ستارز آند ستريبز
- دونالد فيزن بدور دكتور جرافيتي
- روبرت ايمس بدور رجل الحشرات
- ليندي بوث بدور عاهرة الليل
- دانييل كالويا بدور الموت الأسود
- كلارك ديوك بدور مارتي أيزنبرغ / رجل المعركة
- أوغسطس برو بدور تود هَينز / آس-كيكير
- Olga Kurkulina بدور روسيا الأم
- اندي نيمان بدور الورم
- جون ليجويزامو بدور خافيير
- انزو سيلينتي بدور مساعد خافيير
- موريس كستنائي بدور الرقيب ماركوس وليامز
- يانسي بتلر بدور انجي داميكو
- ليندسي فونسيكا بدور كيتي دوما
- كلوديا لي بدور بروك
- تانيا فير بدور هارلو
- ايلا بورنل دولس

## روابط خارجية
- الموقع الرسمي
- كيك-آس 2 على موقع IMDb (الإنجليزية)
- كيك-آس 2 على موقع ميتاكريتيك (الإنجليزية)
- كيك-آس 2 على موقع روتن توميتوز (الإنجليزية)
- كيك-آس 2 على موقع نتفليكس (الإنجليزية)
- كيك-آس 2 على موقع قاعدة بيانات الأفلام العربية
- كيك-آس 2 على موقع ألو سيني (الفرنسية)
- كيك-آس 2 على موقع Turner Classic Movies (الإنجليزية)
- كيك-آس 2 على موقع أول موفي (الإنجليزية)
- كيك-آس 2 على موقع بوكس أوفيس موجو (الإنجليزية)
- كيك-آس 2 على موقع فيلمافينيتي (الإسبانية)
- كيك-آس 2 في قاعدة بيانات الأفلام العربية